# 凶人ドラキュラ
『凶人ドラキュラ』（きょうじんドラキュラ、原題: Dracula: Prince of Darkness, Disciple of Dracula, Revenge of Dracula）は1966年のイギリスのハマー・フィルム・プロダクション製作による「吸血鬼」シリーズの第3作。クリストファー・リーによる『吸血鬼ドラキュラ』シリーズの第2作になる。脚本はジミー・サングスター（ただし今回は変名）、監督はテレンス・フィッシャー。
第1作『吸血鬼ドラキュラ』（1958年）から実に8年ぶりに製作された。前作で、宿敵・ヴァン・ヘルシングを演じたピーター・カッシングは出ておらず、二人の競演は、この後『ドラキュラ'72』（1972年）まで待つことになる。

## あらすじ
ドラキュラ伯爵の死から10年。チャールズとアラン兄弟とそれぞれの妻ダイアナ、ヘレンの4人がカルパチア地方への旅行途次、ふとしたことからドラキュラの遺灰が眠る古城へ足を踏み入れてしまう。アランが召使に殺害され、その血でドラキュラが復活。ヘレンがドラキュラの毒牙にかかり、次にダイアナが狙われる。逃げたチャールズとダイアナはサンドール神父によって僧院に匿われる。掠われたダイアナを追ってチャールズとサンドール神父が古城へ急ぐ。ダイアナを救出したチャールズは、古城を流れる凍てついた川の上でドラキュラと死闘を始める。神父が銃弾を撃つが、ドラキュラをそれて氷に命中する。ついに氷が割れて、ドラキュラは水中へ没する。

## キャスト
| 役名               | 俳優                       | 日本語吹替                          |
| 役名               | 俳優                       | 東京12ch版                          |
| ------------------ | -------------------------- | ----------------------------------- |
| ドラキュラ伯爵     | クリストファー・リー       | セリフなし                          |
| シャンドール神父   | アンドリュー・キア         | 大宮悌二                            |
| チャールズ・ケント | フランシス・マシューズ     | 広川太一郎                          |
| ヘレン・ケント     | バーバラ・シェリー         | 京千英子                            |
| ダイアナ・ケント   | スーザン・ファーマー       | 平井道子                            |
| アラン             | チャールズ・ティングウェル | 小林修                              |
| クローブ           | フィリップ・レイサム       | 千葉耕市                            |
| ルドヴィッグ       | ソーリー・ウォルターズ     | 槐柳二                              |
| マーク神父         | ウォルター・ブラウン       | 嶋俊介                              |
| 不明 その他        |                            | 兼本新吾 宮内幸平 江家礼子 立壁和也 |
|                    |                            |                                     |
| 演出               | 演出                       | 加藤敏                              |
| 翻訳               | 翻訳                       | 宇津木道子                          |
| 効果               |                            |                                     |
| 調整               |                            |                                     |
| 制作               | 制作                       | 東北新社                            |
| 解説               | 解説                       | 芥川也寸志                          |
| 初回放送           | 初回放送                   | 1970年7月30日 『木曜洋画劇場』      |

※日本語吹き替えは（ハピネットから2022年7月6日発売の「4Kレストア版」BDに収録）

## スタッフ
- 製作：アンソニー・ネルソン・キイス
- 監督：テレンス・フィッシャー
- 原作：ブラム・ストーカー（「吸血鬼ドラキュラ」のキャラクター）
- 原案：ジョン・エルダー（=アンソニー・ハインズ）
- 脚本：ジョン・サンソム（=ジミー・サングスター）
- 音楽：ジェームズ・バーナード
- 撮影：マイケル・リード
- 編集：クリス・バーンズ
- 特殊効果：レス・ボウイ（ボウイ・フィルムズ・リミテッド）
- メイクアップ：ロイ・アシュトン

## 特記
- 本作では、ドラキュラの台詞は一切無い。これに関しては、クリストファー・リーが台詞を気に入らず、削らせたというもの（リー自身の証言）[1]と、脚本の段階ですでに台詞は無く、リーは契約後にそれを知った（プロデューサーのアンソニー・ハインズの証言）[2]という二つの異なる証言がある。
- 冒頭は、『吸血鬼ドラキュラ』のラストシーンから始まる。これは完成した作品が規定の上映時間に足りなかったためであり、苦肉の策として1作目のシーンを挿入した[3]。
- ラストは、吸血鬼の弱点の一つである「水」を利用したものである。
- 『白夜の陰獣』（1966年）と前後して撮影されているため、セットの流用や同じスタッフ、キャストが使われている。（脚本のアンドリュー・ハインズ、バーバラ・シェリー、フランシス・マシューズらなど）
- クリストファー・リーは、第1作から本作に至るまで劇場用作品30本以上に出演。その中には、「ハムナプトラ」シリーズの元となる『ミイラの幽霊』（1959年）や『死霊の町』（1960年）、『血の河』（1962年）、『妖女ゴーゴン』（1964年）、『怪人フー・マンチュー』（1964年）などの傑作、佳作を残し、再びドラキュラ伯爵としてスクリーンに戻ってきた。
- 第1作の大ヒットを受けて、アメリカでは大手・20世紀フォックスが配給した。